# Radio Leinehertz 106.5

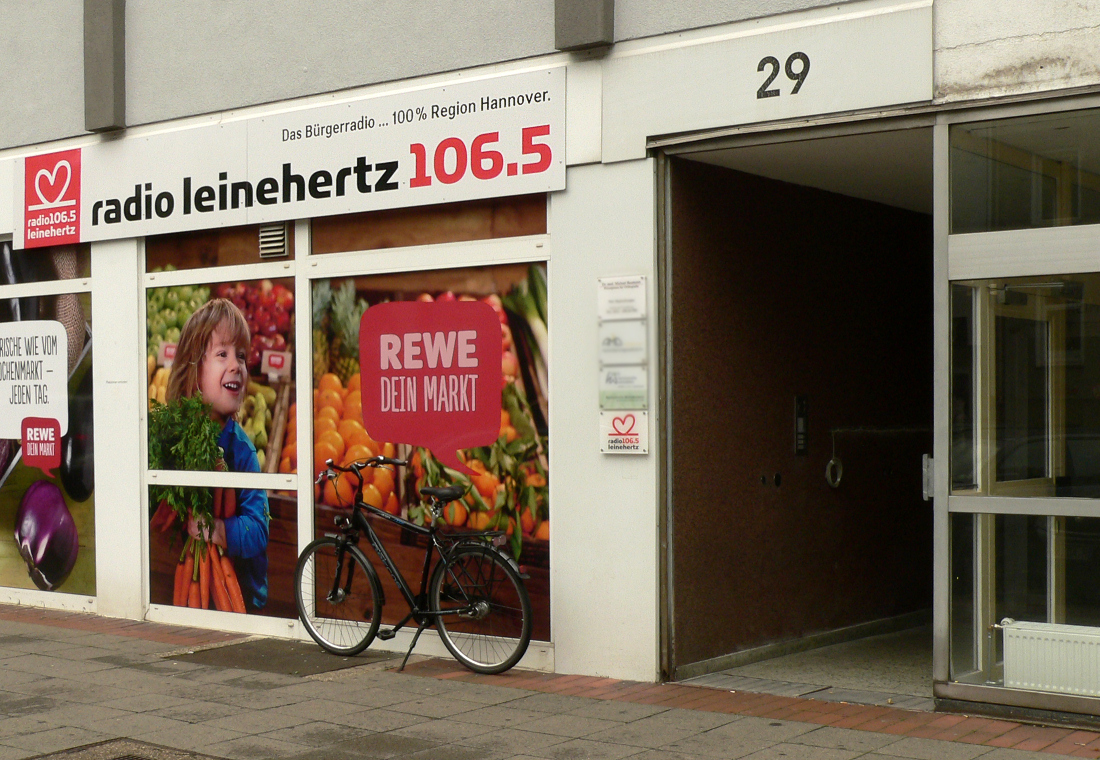
Hauptsitz von radio leinehertz 106.5

radio leinehertz 106.5 war das Bürgerradio in der Region Hannover, das am 17. Juni 2009 vom provisorischen in den regulären Betrieb überging. Es erhielt durch Entscheidung der Niedersächsischen Landesmedienanstalt (NLM) den Zuschlag bei der Neuvergabe der Sendelizenz. Das Bürgerradio sendete vom 1. April 2009 anstelle von radio flora auf der hannoverschen UKW-Frequenz 106,50 MHz für zunächst sieben Jahre. Im Oktober 2015 wurde die Sendelizenz von der Niedersächsischen Landesmedienanstalt um sieben weitere Jahre bis zum 30. März 2023 verlängert. Am 21. März 2019 widerrief die Niedersächsische Landesmedienanstalt die Sendelizenz. Dies wurde am 30. April 2019 vom Verwaltungsgericht Hannover bestätigt. Noch am selben Tag wurde der Sendebetrieb um Mitternacht eingestellt.
Betreiber des Bürgerradios war die Betreibergesellschaft 106,5 Rundfunkgesellschaft gGmbH.

## Allgemeines
Das Citystudio Hannover befand sich in der Hildesheimer Straße 29 nahe dem Aegidientorplatz. Das Regionsstudio hatte seinen Sitz in der Marktstraße 34 in Neustadt am Rübenberge. Am 19. Januar 2011 stellte der Sender unter dem Slogan „1000 neue Songs für 2011“ die Musikausrichtung sowie das Sounddesign um. Die Neuausrichtung geht in Richtung Oldie-Based-AC. Diese Umstellung führte sowohl in der Lokalpolitik als auch unter lokalen Kulturschaffenden vorübergehend zu Diskussionen. Im Juli 2014 wurde Programmdirektor Achim Wiese entlassen. Eine offizielle Stellungnahme dazu gab es nicht.  Am 27. Juni 2017 wurde Geschäftsführer Georg May fristlos entlassen, der 2012 Markus Mayer ersetzt hatte. Kurz darauf musste auch Programmdirektor Eike Buschmann den Sender verlassen. Gründe für die Entlassungen seien „finanzielle Unregelmäßigkeiten“ und „nicht astreiner Umgang“ mit den Mitarbeitern. Am 2. Juli 2017 hatten Andreas Spengler und Torsten Wichmann die Interims-Geschäftsführung übernommen. Seitdem befand sich der Sender in einer Aufklärungsphase.

## Technisches
Die 300 Watt starke Sendeanlage sendete vom Telemax in Hannover aus circa 235 Metern Höhe. Etwa 690.000 der rund 1,1 Millionen Einwohner in der Region Hannover waren technisch in der Lage, das Programm zu empfangen. Witterungsbedingt schwankte die tatsächliche Reichweite stark. So war der Empfang in wechselnder Qualität im Osten bis Braunschweig, im Süden bis Derneburg, im Westen bis zum Deister und im Norden bis Verden möglich. Unabhängig davon war ein Empfang als Internetradio möglich.

## Programm

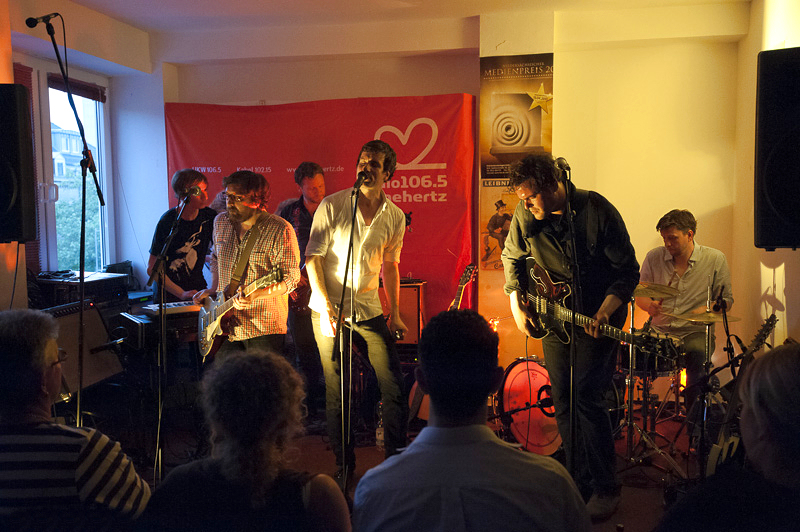
Die Band Johnny Remember Me bei einem Konzert in der leinehertz-lounge

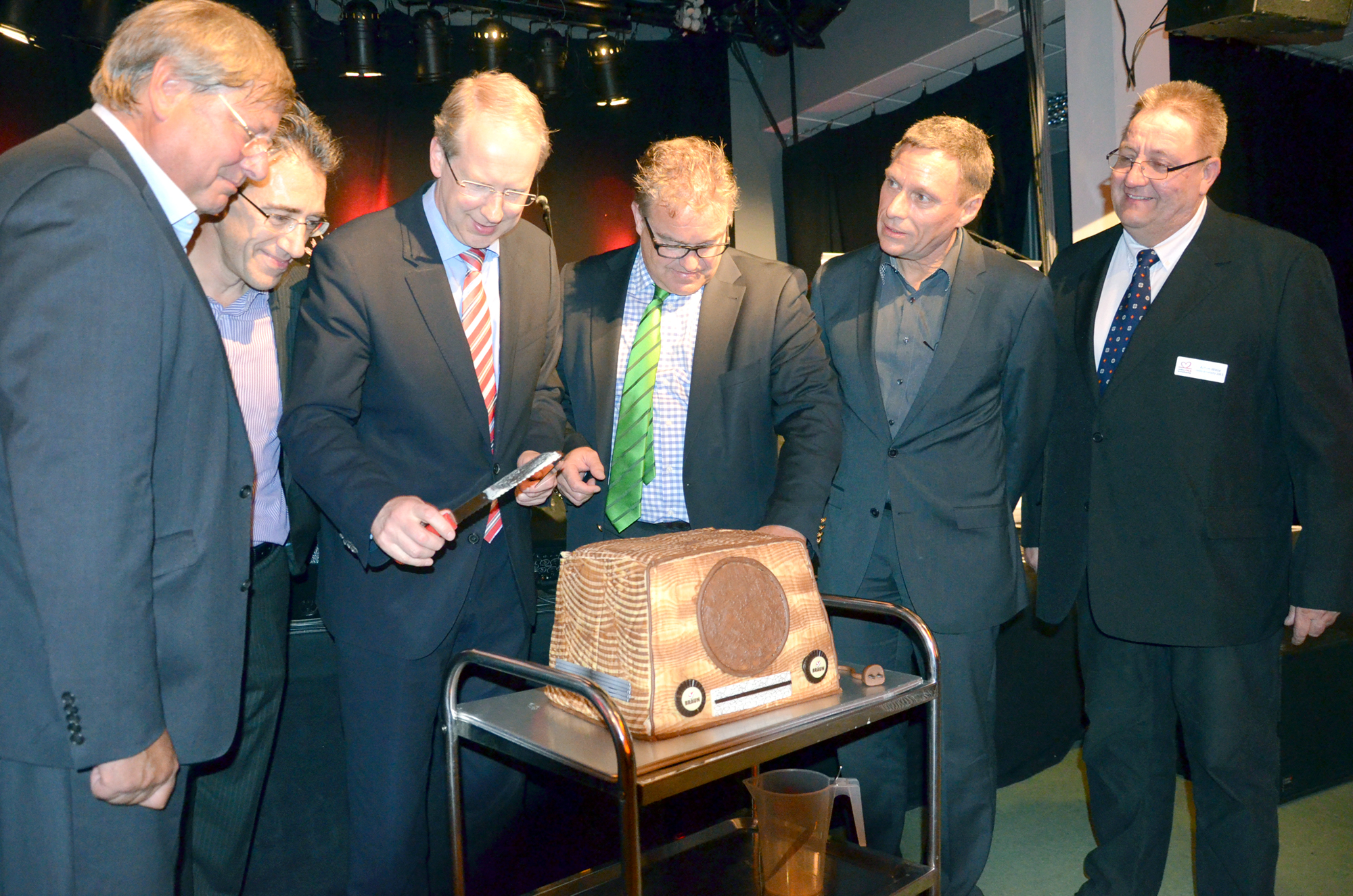
Anschnitt des „Radio-Kuchens“ durch Oberbürgermeister Stefan Schostok bei der Jubiläumsfeier zum „5. Geburtstag“ des Bürgersenders im Juni 2014 im Kulturzentrum Pavillon

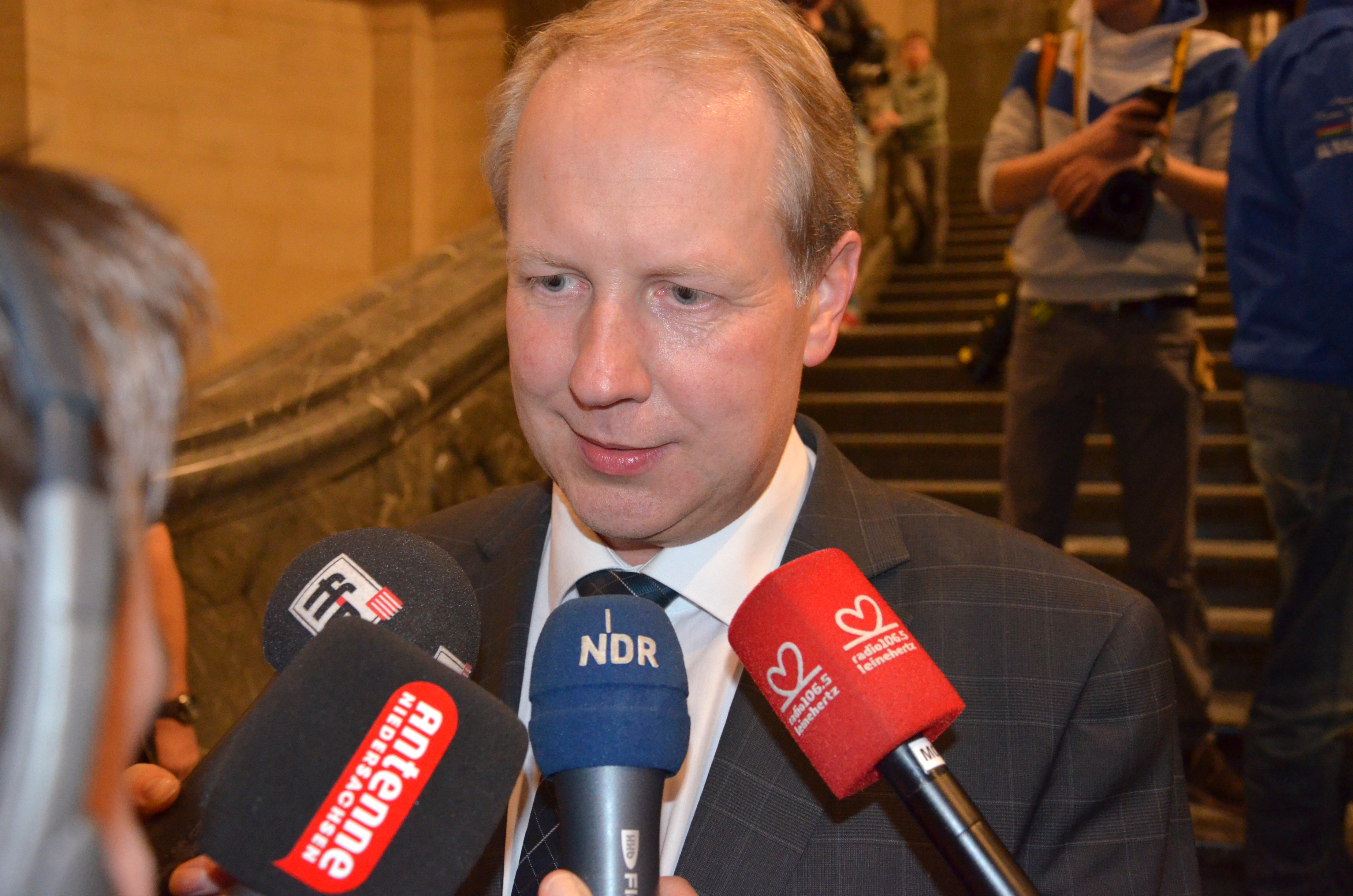
Mikrofon von radio leinehertz (rechts) bei der Wahl des Oberbürgermeisters von Hannover, Stefan Schostock (2013)

radio leinehertz 106.5 sendete täglich ein redaktionelles Programm, das von ehrenamtlichen Mitarbeitern und Honorarkräften gestaltet wurde.
- Guten Morgen Region Hannover war die wochentägliche Morgensendung. Stündliche Weltnachrichten, die von der DPA produziert werden, halbstündliche Regionalnachrichten, die von der hauseigenen Nachrichtenredaktion recherchiert und live gesendet werden, alle 15 Minuten Wetter und Verkehrslage und eine Vielzahl von Beiträgen, Interviews und Reportagen machen die Sendung zum Informationsmagazin.

- Die Tagesmagazine (9–12 Uhr, 12–16 Uhr, 16–17/18 Uhr) präsentierten Musik, Moderationen und Beiträge mit Themen aus der Region Hannover. Zu bestimmten Anlässen gab es Telefoninterviews oder Studiogäste, die z. T. auch Livemusik im Studio spielen. Jede halbe Stunde gab es ein "leinehertz Highlight", bei dem die vielfältige Musikfarbe gezeigt werden sollte und vor allem auch Songs regionaler Künstler exklusiv gespielt und vorgestellt wurden.
- Die Weltnachrichten zur vollen Stunde wurden ursprünglich von NDR Info übernommen, später eigens von der DPA produziert. In der Woche gab es zwischen 06:30 Uhr und 17:30 Uhr halbstündliche Regionalnachrichten, die von der hauseigenen Nachrichtenredaktion recherchiert und live gesendet wurden.
- Das Regionsmagazin wurde an Wochenenden (10–13 Uhr) von der Redaktion des Regionsstudios Neustadt übernommen und häufig auch von dort aus gesendet. Programmschwerpunkte waren Themen aus der Region Hannover, inklusive eines Wochenrückblicks.
- Das ist los in der Region Hannover war eine tägliche Rubrik, in der verschiedenste tagesaktuelle Veranstaltungen in der Region Hannover vorgestellt wurden. Wochentags wurden diese um 13:10 Uhr und 16:10 Uhr ausgestrahlt. Samstags um 11:10 Uhr und 16:10 Uhr und am Sonntag um 11:10 Uhr.
- Über den Tag verteilt gab es verschiedene Fachmagazine (im Folgenden eine Auswahl): Das Handwerk in der Region fand jeden 3. Montag um 17 Uhr statt. Jeden Dienstag um 18 Uhr gab es die Fieberkurve – Chefärzte im Gespräch, die in Kooperation mit Chefärzten des Klinikums Region Hannover stattfand. Ziel der Sendung war, verständlich medizinische Fragen aufzugreifen und zu diskutieren. In der Schulzeit hatten um 14 Uhr Redaktionsgruppen und AGs von unterschiedlichen Schulen in der Region Hannover die Möglichkeit, selber eine Stunde lang eine Radiosendung zu gestalten und zu moderieren.
- In regelmäßigen Abständen gab es eine Radiosprechstunde, bei der sich Oberbürgermeister Stefan Schostock und Regionspräsident Hauke Jagau im Wechsel zu aktuellen Themen in der Region Hannover äußerten. Hörer konnten in dieser Live-Sendung anrufen und direkte Fragen an die Politiker stellen.
- Heimspiel war das Musikmagazin der hauptamtlichen Musikredakteure Jens Dreiser und Markus Musall und wurde jeden Montag von 21 bis 23 Uhr ausgestrahlt. Im wöchentlichen Wechsel stellten sie neue Platten vor und berichteten über Konzerte in der Region Hannover.
- Zu den restlichen Programmzeiten liefen entweder unmoderierte Musikplaylisten oder Offene Sendeplätze (OS), die regelmäßig stattfanden und halbjährlich ausgeschrieben wurden. Jeder Bürger in der Region konnten sich mit seiner Sendungsidee für einen dieser Plätze bewerben. Die redaktionelle Verantwortung lag dabei immer bei den jeweiligen Produzenten/Redakteuren der Sendung. Beispiel für eine dieser zahlreichen Sendungen war die deutsch-russische Sendung Russion4Life, in der die Moderatoren über die russische Kultur, Sprache, Politik und Sport im russischsprachigen Raum und in der Region Hannover berichten.

## Zuteilung der Sendelizenz
Am 22. März 2007 entschied die Versammlung der Niedersächsischen Landesmedienanstalt (NLM) die Sendelizenz von radio flora nicht zu verlängern und sie ab dem 1. April 2009 neu auszuschreiben. Die NLM begründete dies mit der im Landesdurchschnitt zu geringen Hörerakzeptanz. Die 106,5 Rundfunkgesellschaft gGmbH i.G. bewarb sich um die Sendelizenz und erhielt sie mit einer Entscheidung der NLM vom 6. November 2008. Beim neuen Sendebetreiber handelt es sich um einen Verbund, dem Lokalradio Neustadt e. V., H1 (Fernsehen), der Förderverein Bürgerradio Hannover (FBH), das Freiwilligenzentrum Hannover, der Verband Evangelischer Publizistik Niedersachsen-Bremen GmbH (VEP) – ehemals Lutherisches Verlagshaus GmbH (LVH) – und seit 2012 die Region Hannover angehören. Mit der Lizenz war eine jährliche Förderung von 281.300 Euro (bis 2016: 262.500 Euro) durch die NLM verbunden.
Die Betreiber benannten den neuen Sender in Leinehertz 106einhalb, der 2012 in radio leinehertz 106.5 umbenannt wurde. Die Lizenz wurde zum 1. April 2009 erteilt. Bis zur Aufnahme des aktiven Sendebetriebs am 17. Juni 2009 wurde eine Schleife mit Eigenwerbung gesendet.

## Entzug der Sendelizenz
Am 21. März 2019 gab die Niedersächsische Landesmedienanstalt den Widerruf der Lizenz für das Bürgerradio und die Einstellung der finanziellen Förderung zum 1. April 2019 bekannt, nachdem es dauerhaft Missstände in der Buchhaltung und bei der Verwendung von öffentlichen Fördergeldern gab.
Daraufhin ließ die Region Hannover dem Bürgerradio knapp 10.000 Euro zukommen, um den Widerruf der Lizenz gerichtlich prüfen zu lassen. Das Verwaltungsgericht Hannover bestätigte am 30. April 2019 den Lizenzentzug und die Einstellung der Förderung, wobei Beschwerde vor dem Oberverwaltungsgericht Lüneburg zugelassen wurde. Damit wurde dem Bürgerradio die wirtschaftliche Grundlage entzogen. Das Projekt steht unter vorläufiger Insolvenzverwaltung. Ebenfalls am 30. April 2019 befasste sich der Finanzausschuss der Regionsversammlung Hannover mit einer Vorlage Zuwendungen für den Verein Das Radio Leinehertz e. V.